# Federació Local de Sindicats de Sabadell

## Introducció
La Federació Local de Sindicats de Sabadell va ser l'hereva de la Federació Obrera de Sabadell (FOS), la principal organització dels obrers de la ciutat creada a l'últim terç del segle xix. La FOS va dur a terme importants vagues: el 1883 per les 59 hores en comptes de les 65, el 1910 contra l'empresa tèxtil Seydoux per l'acomiadament improcedent de tres treballadores, o la vaga revolucionària de 1917. D'ella en sorgiria la pionera del moviment obrer anarquista i feminista Teresa Claramunt i Creus. La FOS estava adherida a la Federació de Treballadors de la Regió Espanyola (FTRE) i el 1910 participà i s'adherí a la Confederació Nacional del Treball (CNT), passant a anomenar-se Federació Local de Sindicats (FLS) de Sabadell. La seu de la FOS i de la FLS, era l’Obrera, situada al carrer Estrella, 110 (actualment s'hi troba la seu de neurologia AVAN)
La FLS de Sabadell va ser el més gran dels sindicats d'oposició, trentistes, contraris a les tesis insurreccionals de la Federació Anarquista Ibèrica (FAI), de Catalunya i el sindicat hegemònic de Sabadell durant la II República. El setembre de 1932 la FLS és expulsada de la CNT per negar-se a pagar la contribució econòmica a aquesta i acaba sent expulsada de la Confederació. La FLS i els seus líders, van anar virant cap a postulats marxistes, i finalment, poc després de l'esclat de la Guerra Civil, el 22 d'agost de 1936, la FLS decideix adherir-se a la Unió General de Treballadors (UGT) i els seus líders s'afilien al Partit Socialista Unificat de Catalunya (PSUC). 

## Sindicat hegemònic de Sabadell durant la II República
El juny del 1931 en el Congrés de la CNT a Madrid després de la proclamació de la República, els delegats sabadellencs de la FLS-CNT, hereva de la FOS, portaven la representació dels afiliats als diferents rams que eren un total de 10.675, la majoria en el ram del tèxtil (7.122), seguits pel Metall (1400), Construcció (1.000), Transports (310), Fusta (285), Alimentació (250), Gas i Electricitat (154), Arts Gràfiques (114), i Barbers (40)
Segons l'historiador Albert Balcells, el març de 1933, la FLS tenia 14.012 afiliats, d’una població total de 50.000 persones, de les quals la població activa es trobava a l'entorn de 20.000 treballadors, sent doncs, el sindicat hegemònic de la ciutat.

## La FLS per la independència sindical
A l'agost de 1931 un grup de dirigents de la CNT entre ells Ángel Pestaña Nuñez i Joan Peiró i Belis, publicaren el Manifest dels Trenta, on criticaren la tàctica insurreccional de la FAI i la ingerència d'aquesta sobre la CNT. De seguida 44 afiliats a la FLS es van decantar a favor dels postulats trentistes.
El 24 d'abril de 1932, la CNT catalana va convocar Ple al Teatre Cervantes de Sabadell, on s'escollí com a Secretari General a G. Gilabert, de la FAI. La FLS va negar validesa a aquesta elecció i va abandonar el ple amb altres delegacions. El maig, la FLS va deixar de pagar la seva contribució a la CNT, ja que era contrària a «la ingerència» de la FAI dins la CNT i denunciaven que el sindicat de Barcelona, influït per la FAI, estava sobre-representat. El 23 de setembre de 1932 la FLS publicà un manifest a Cultura Libertaria: «Siendo la Confederación un organismo de clase, apolítica, y que agrupa en su seno a todos los trabajadores de la ciudad y del campo, sin tener en cuenta sus creencias políticas al que la tuviere, no pueden los componentes de comités, juntas y secciones hacer propagandas políticas a favor de ningún partido, por muy de extrema izquierda que sea… La Confederación ha de ser para sus componentes, cualquiera que sea su ideologia, respetuosa y ecuánime; no puede en ningún caso otorgar trato de distinción a ningún núcleo determinado, y si así sucediera como norma constante, no es difícil pronosticar los resultados a obtener con tal norma de conducta». L'escrit anava dirigit a la falta d'independència de la CNT respecte a la FAI, però deixant clars els postulats llibertaris de la FLS, renunciant a la propaganda de qualsevol partit.
El principal dirigent de la FLS era Josep Moix i Regàs, principal impulsor de l'escissió trentista i de l'ingrés a la Unió General de Treballadors (UGT) a l'esclatar la Guerra Civil. Altres dirigents destacats eren Josep Rosas i Vilaseca, Miquel Bertran i Oleart i Jaume Camps i Illa, Manuel Farràs i Baró, Josep Castells i Candiri i Emili Mira. Pel que fa el sector faista de la FLS, estava encapçalat per Bru Lladó Roca, un veterà militant anarcosindicalista, anteriorment republicà federal, que havia estat empresonat el 1910, el 1911 i el 1913, i havia participat a la Vaga General de 1917. Bru Lladó, des del Sindicat d'Oficis Varis va donar suport a l'alçament anarquista de l'Alt Llobregat d'abril de 1932, quan la majoria de la FLS, crítica amb els postulats insurreccionals de la FAI, s'hi va oposar. Altres militants destacats del sector faista de la FLS foren Josep Miquel i Clapés, Enric Mampel i Martí, Josep Marés i Claperols, Josep Claramunt i Creus (germà de la coneguda Teresa Claramunt), i Edgardo Ricetti i Scandella.

## El trencament trentista vist des de les pàgines delVertical, portaveu de la FLS
A través del setmanari Vertical, portaveu de la FLS, podem seguir la polèmica entre el Comitè Regional de la CNT i la FAI, i la trentista FLS. Dues terceres parts dels articles eren escrits en castellà i una tercera part en català. El 1937 tornaria a sortir com a portaveu de la FLS-UGT, íntegrament en català. El primer número ja tractava el conflicte entre la FLS i la FAI, l’article «Bautismo de Sangre» explicà l'atemptat del faista Manuel Molina «Valencia» contra Josep Moix que tingué lloc a primers d'octubre. El 26 del mateix mes foren tirotejats tres minaires de la CNT per Saturnino Nicolás Antolino «Lino», afiliat a la FLS i natural de Santomera (Múrcia), quan treballaven en unes obres a la fàbrica de Manufactures Carol S.A, per no respectar l'acord de la FLS sobre el repartiment de feina "Lino", home de confiança de Josep Moix, seria conegut pels assassinats que va causar amb les patrulles de control que actuaren a l’inici de la Guerra Civil als afores de Sabadell i a municipis veïns com Castellar, i fins i tot a altres més llunyans com Ribes de Freser on «Lino» i els patrullers sabadellencs amb l'ajuda dels de Ribes van capturar l'empresari tradicionalista Francesc Baygual i Bas
Una de les denúncies de la FLS serà la sobrerepresentació del sindicat de Barcelona, dominat per la FAI; el 18 de novembre de 1932, el «Vertical» va publicar un fragment d’un article de Josep Robusté, publicat anteriorment a «Cultura Libertaria», en què denunciava que dels 128.000 afiliats al sindicat de Barcelona, només en cotitzaven 20.000: «Actualmente, con todo y tener los sindicatos abiertos -entonces estaban clausurados-, no debe ascender mucho más la cifra, por cuanto en el Sindicato de la Indústria del Automóvil, de 1.500 afiliados, cotizan 200; en la sección de Marmolistas, del Ramo de la Construcción, cotizan 25, de 450, y la recaudación semanal del Sindicato de Metalurgia -uno de los que mejor están en Barcelona- asciende unas 1.300 pesetas, lo que a 0,30 pesetas por individuo da un total de 4.330 cotizantes en un sindicato que vota por 37.000 adherentes. Y así por el estilo, corregido y aumentado en algunos casos, en el resto de los sindicatos, algunos de los cuales, como el Mercantil y el de Vestir, que votaron en Sabadell por 7.000 y 10.000 respectivamente, no llegan a tener ni 500 afiliados»
El 1933 Moix s'afilià a la Unió Socialista de Catalunya (USC), i participà en la constitució dels sindicats d'oposició (contraris a la FAI), formats en aquell moment per Badalona, Esparreguera, Manresa, Mataró i Valls. La CNT-FAI es traslladà finalment a un local al carrer Vilarrubias, 23. Allà Edgardo Ricetti i Scandella que era mestre de l'escola Cultura i Solidaritat de la FLS portaria una escola amb el mateix nom i de l'escola de la FLS se’n va encarregar Ricard Fornells i Francesc (membre del sector pestañista minoritari a la FLS). El «Vertical» del 10 de febrer de 1933 va continuar amb l'argument de voler formar part de la CNT però sense la FAI: "No queremos apartarnos de la Confederación, entiéndase bien, però pretendemos arrojar de ella a la FAI. Y lo haremos si la confianza de los trabajadores no nos falta"
El 21 d'abril de 1933 el Vertical es va fer ressò d'un míting de la CNT a Terrassa l'11 d’abril on hi participa Bru Lladó i que segons el setmanari va dedicar les següents paraules als membres de la FLS: "Que los dirigentes de los sindicatos de Sabadell eran unos perros al servicio de la burguesia y de los partidos de la Esquerra. Que los políticos de Sabadell le habían robado la Escuela, però que a no tardar la volvería a recuperar. Que los trentistas y bomberos (així eren anomenats els trentistes de la FLS) de Sabadell eran unos confidentes de la polícia, y que los confidentes de Sabadell habían delatado al compañero Fages. Que los dirigentes de Sabadell no apoyan a los presos y perseguidos de la polícia".A tenor de ser verídica la transcripció de les paraules de Bru Lladó, podem veure que la quantitat d'improperis dedicats eren mutus.
El número 40 del 28 de juliol de 1933 és el primer que apareix sense les sigles de la CNT, tot i que sembla reafirmar-se en l'apoliticisme i independència de la FLS: "si mañana un partido cualquiera -el comunista- quisiera imponer sus directrices a la Confederación, contra el nos revelaríamos, como nos rebelamos hoy contra la FAI". A partir del desembre de 1933 trobem que el Vertical comença a treure notícies de la Unió Soviètica, cosa que anteriorment no havia fet, per exemple sobre a la Sibèria Oriental, i propaganda de l'Assocació d’Amics de la Nova Rússia que més endavant es convertiria en Amics de la Unió Soviètica. No només es tracta de notícies sobre la Unió Soviètica, sinó que s'elogia la seva economia i societat. Així mateix mateix hi trobem publicades notícies i discursos de l'ala esquerra del Partit Socialista Obrer Espanyol (PSOE) i la UGT, dels quals Vertical havia anteriorment desprestigiat i criticat.

## Els fets d’octubre de 1934: La definitiva adhesió de Josep Moix i la FLS a la III internacional
El 4 d'octubre es formava un nou govern presidit pel populista Alejandro Lerroux del Partit Republicà Radical (PRR) i on hi entraven per primera vegada tres ministres del Confederación Española de Derechas Autonómas (CEDA), partit que les esquerres relacionaven amb el feixisme. Contra aquest govern les forces d'esquerres, unides en l'Aliança Obrera van convocar Vaga General a tot l'estat, amb una insurrecció a Astúries i a Catalunya, on el president Lluís Companys, el 6 d'octubre, va proclamar la República Catalana dins la República Federal Espanyola.
A Astúries la CNT va donar suport a la insurrecció, però no va ser així a Catalunya, on aquesta no va voler donar suport al pronunciament de Lluís Companys. A Sabadell la insurrecció en un primer moment va triomfar, ja que era eminentment sindical, encapçalada per l'hegemònica FLS. A Terrassa, en canvi, no hi va haver cap insurrecció, ja que el sindicat majoritari, la CNT, no va donar suport a la insurrecció, a Barcelona el sindicat hegemònic era la CNT, que tampoc va donar suport a la insurrecció. Sense el suport de la CNT, la insurrecció estava condemnada al fracàs des del principi. La revolta va començar la nit del 4 d'octubre, Josep Moix, acompanyat per 25 membres armats de l'anomenada Guàrdia Roja, ocuparen l’Ajuntament i detingueren a l'alcalde Magí Marcé i Segarra del Círcol Republicà Federal (CRF) i els regidors, que no van donar suport a la insurrecció. El 7 d'octubre, van arribar les notícies de la capitulació de Companys a Barcelona i del fracàs de la revolta excepte a Astúries, fets que van decidir als sindicalistes a alliberar els presoners de dretes que havien capturat, dissoldre el Comitè Revolucionari i la Guàrdia Roja, amagar les armes, i la fugida de la ciutat dels dirigents de la FLS més destacats. Els comats per això van continuar fins al 10 d’octubre, amb alguns enfrontaments armats a la zona del Mercat Central i a l’Obrera (Seu de la FLS) que es trobava a prop d'aquest i l'assassinat del sindicalista Sebastià Vera per la "Llei de Fugues"
Després dels Fets d’Octubre, un total de 229 sabadellencs van ser detinguts i empresonats. 198 condemnats a 6 mesos i 1 dia de presó, 26 persones més fins a finals del 1935, i 5 dirigents sindicals: Josep Moix i Regàs, Josep Rosas i Vilaseca, Miquel Bertran i Oleart, Francesc Carceller i Cerveró, i Emili Torreguitart i Mateu, el 28 d’agost de 1935 quan van decidir presentar-se a l’Ajuntament per denunciar el seu cas a l'opinió pública. El Vertical que havia tret un suplement extraordinari el 6 d'octubre, cridant a la insurrecció, va ser prohibit, així mateix es van clausurar els locals de la FLS, l’Obrera, i els de les forces d'esquerra. Josep Moix abans d'entregar-se, passà moltes tardes a casa de Joan Fronjosà, diputat al Parlament Català per la Unió Socialista de Catalunya (USC), on Moix ja hi estava afiliat des del 1933. Tots els locals de les forces d'esquerres van ser clausurats, també alguns d'ells saquejats en la recerca d'armes (que mai van ser trobades), el local de la FLS, l’Obrera, va ser saquejat i clausurat, i l’Autoritat Militar va nomenar com a alcalde a l'empresari licorer i membre d'Acció Catalana Popular (ACP) que formava part de la CEDA, Josep Germà i Homet, que seria assassinat als inicis de la Guerra Civil.
El que va molestar especialment als sindicalistes van ser les declaracions de l'alcalde Magí Marcé i Segarra del 13 d’octubre on afirmava que els sindicalistes havien entrat armats a l’Ajuntament dient que en aquell moment no hi havia autoritat, sent el Comitè Revolucionari l’únic que dictava ordres i que al marxà els revoltats, ell i els diferents regidors havien pogut continuar amb les seves tasques ordinàries; declarant que dels revoltats només en coneixia dos, Moix i Bertran.
Segons l'historiador Andreu Castells i Peig, Moix es va sentir profundament dolgut perquè cap membre del CRF el va venir a visitar a la presó, quan ell n'era també soci. La FLS va realitzar un míting al Cinema Imperial contra l'alcalde Magí Marcé, per haver delatat a Moix i a Bertran, Josep Rosas i Vilaseca afirmà en aquest:
«A Sabadell tracten els ciutadans com si fossin abissinis. El que ha passat ací, és un cas únic. Altres Alcaldes de pobles de Catalunya en lloc d’acusar s'han fet responsables de coses que no havien fet… En canvi, mireu aquí que un senyor que té categoria quan es presenta davant del jutge no té manera de sortir-ne airós»
Si bé, Marcé anomena a Moix i Bertran, també és cert que segurament que com a alcalde i actiu militant del CRF coneixia moltes més persones que van participar en la revolta, i que no va delatar. El també republicà federal, Joan Ferret, no va acusar directament a ningú, però va assenyalar la tasca subversiva de l’Obrera. Aquestes declaracions tant de Ferret com de l’alcalde Magí Marcé, van suposar el trencament definitiu dels dirigents de la FLS amb els republicans federals i l'anarcosindicalisme, que no van donar suport a la insurrecció. Els Fets d’Octubre apart de suposar l’adhesió de la FLS cap els postulats de la III internacional comunista, també catapulten a Josep Moix com a nou líder de l'esquerra local, en detriment dels republicans federals.
El Front d’Esquerres va guanyar les eleccions del 16 de febrer de 1936 i Marcé va ser escollit novament com a alcalde però va dimitir el cap de 3 mesos al·legant problemes de salut, sent substituït per Joan Miralles, però l'inici de la Guerra Civil al juliol convertiria en nou home fort de la política local a Josep Moix.

## L’adhesió de la FLS a la UGT i l’afiliació dels seus dirigents al Partit Socialista Unificat a Catalunya (PSUC)
El 22 d'agost de 1936 la FLS va votar majoritàriament adherir-se a la UGT. Segons els organitzadors la participació va ser molt alta, quasi d'un 98% i el resultat va ser clarament favorable a l'ingrés a la UGT: 10.839 vots favorables, per 956 a favor de la CNT. L’'ngrés de la FLS va suposar un augment considerable de la UGT, el 1934 la UGT era un sindicat marginal a Sabadell, només tenia 126 afiliats i el 1936 baixa fins a arribar a tenir només 75 afiliats.
En implantació comarcal la UGT també tenia un lleu avantatge, estava representada en 23 dels 26 municipis de la comarca (excepte Sant Llorenç de Savall, Gallifa i Polinyà) i els anarcosindicalistes en 21. Anteriorment a aquesta adhesió, els líders de la FLS Josep Moix i Emili Mira viatgen convidats a Moscou a les celebracions del Primer de Maig. Segons L.V Ponomariova: "El viaje de Josep Moix confirmo definitivamente a los obreros sabadellenses en la línia de acercamiento a la UGT y al Partido Comunista"
Els principals líders de la FLS es van afiliar el PSUC: Josep Moix que ja formava part de la Unió Socialista de Catalunya (USC), Manuel Farràs i Baró, Josep Rosas i Vilaseca, Miquel Bertran i Oleart, Jaume Illa i Camps i Josep Castells i Candiri.

## La FLS-UGT i el PSUC dominen la política sabadellenca durant la Guerra Civil
L'esclat de la Guerra Civil precipità que es legalitzés el poder de facto de Moix. A Sabadell es va constituir el Comitè de Milícies Antifeixistes presidit per Moix, que en realitat substituí l’Ajuntament sota control dels federals.
El 17 d’octubre de 1936 es va formar un nou Consistori que tria per unanimitat a Josep Moix com a Conseller en Cap, nova denominació de l'alcalde, el dia 22 es dissolt el Comitè Local de Defensa, i el dia 29 es va crear el Cos d’Investigació i Patrulles de Control', la direcció del cos la portava el conseller de l'Ajuntament i cenetista Bartomeu Barnils i Serret, que substituïa les Milícies Antifeixistes, aplicant una repressió més organitzada i selectiva, que va provocar la disminució dels assassinats per part dels grups "incontrolats" que havien actuat a l'inici de la guerra.
El consistori estava representat per totes les forces antifeixistes: La FLS, la CNT, ERC i el Círcol Republicà Federal (CRF), Acció Catalana Republicana (ACR), el PSUC, el POUM i la Unió de Rabassaires. La FLS presidia la comissió de Serveis Municipals (Miquel Bertran), Assistència Ciutadana (Manuel Farràs), Obres Públiques (Pere Manyé) Proveïment (Josep Rosas) i Finances (Jaume Camps). La CNT presidia la Comissió d’Economia (Bru Lladó i Roca), Treball (Josep Marés i Claperols), Sanitat (Josep Ibañez) i Indústries de Guerra (Josep Vila i Cinca). La Comissió de Cultura era presidia per ERC-CRF (Salvador Sarrà) El de març de 1937 hi va haver un remodelació de les Conselleries, que va provocar la pèrdua de control de la CNT de les Conselleries d'Economia, Treball i Sanitat, tot i guanyar les de Proveïments (Josep Marés i Claperols) i Obres Públiques (Ramon Calopa). La remodelació semblava destinada a castigar Bru Lladó, enemistat amb Josep Moix i la FLS, que perdia la presidència d'Indústries de Guerra. En aquesta remodelació Josep Moix seria Alcalde per ERC, per tal de complir les instruccions de la Direcció General d'Administració Local, que implicava l'augment de la presència d’ERC
Aquesta remodelació no va acabar amb les tensions, i en un context d’alça generalitzada dels preus des de gener de 1937, els de la FLS-UGT van acusar Josep Marés, Conseller de Proveïments, d'afavorir els afiliats i organismes vinculats a la CNT

## Expulsió de la CNT-FAI i del POUM del consistori arran dels fets de Maig de 1937
A Sabadell, durant els fets de Maig a Barcelona, pràcticament no es van produir xocs entre les forces antifeixistes. La principal damnificada pels fets de Maig a Sabadell va ser la CNT. Els atacs de la FLS-UGT i les altres forces republicanes contràries a les tesis revolucionàries van anar dirigides especialment cap a Bru Lladó, que va ser acusat de tenir el dia abans dels fets, un pasquí de "Los Amigos de Durruti" penjat al seu despatx, en aquest es cridava a la constitució d'una Junta Revolucionària que substituís la Generalitat. El 22 de maig es va convocar una sessió pública extraordinària molt tensa, que va acordar l'expulsió de Bru Lladó del Consistori per haver col·laborat amb la subversió, i d'informar el Govern de la Generalitat de les actuacions de Lladó perquè actués en conseqüència. Els Consellers de la CNT van marxar del Consistori abans de la votació i ja no hi varen tornar, La proposició es va votar per 20 vots a favor i l’abstenció dels dos representants del POUM. 
Pel que fa al POUM, la impremta de la seva publicació anomenada Impuls va ser atacada el maig, però el POUM no va ser expulsat fins a l’octubre quan un Decret de la Conselleria de Governació de la Generalitat obligà a destituir-los dels consistoris, tot i que els seus militants no van ser empresonats ni perderen el carnet de la FLS-UGT que molts d’ells compartien amb els del PSUC. El POUM intentava créixer actuant com a mitjancer en el procés d'unitat sindical entre la FLS-UGT i la CNT-FAI, sense aconseguir l'objectiu, aprofitant el descontentament per l'alça dels preus i la manca de proveïments. A la sessió municipal del 13 d'octubre de 1937, l'alcalde Moix lamentava que:
"mides de caràcter general ens facin prescindir d'una fracció local del front antifeixista"
Moix es va convertir en una figura política molt important, després de passar per l'alcaldia de Sabadell del 17 d'octubre de 1936 al 26 d’agost de 1938, va ser Ministre de Treball del govern Negrín fins al març del 1939; el va substituir a l'alcaldia Manuel Farràs i Baró fins al 21 de gener de 1939; sent substituït per Miquel Bertran i Oleart fins al 25 de gener de 1939: tots ells pertanyien a la FLS i al PSUC